# Rubia komarovii
Rubia komarovii är en måreväxtart som beskrevs av Antonina Ivanovna Pojarkova. Rubia komarovii ingår i släktet krappar, och familjen måreväxter.
Artens utbredningsområde är Tadzjikistan. Inga underarter finns listade i Catalogue of Life.